# 夏影
『夏影』（なつかげ）は、2010年8月11日に発売された日本のロックバンド、アンダーグラフの10枚目のシングル。

## 概要
前作「心の瞳」より約1年と4ヶ月ぶり、アルバム『この場所に生まれた僕達は いつも何が出来るかを考えている』より約1年と3ヶ月ぶりのリリースとなるアンダーグラフの10枚目のシングル。
表題曲は本間昭光との共作。
カップリングに配信限定となっていたSoulJaとのコラボ曲「2111～過去と未来で笑う子供達へ～」、坂本美雨とのコラボ曲「やっぱり地球は青かった」、前作「心の瞳」のアコースティックバージョンが収録されている。
発売から一年間の売り上げから発生する、アンダーグラフに分配されるアーティスト印税の全てが、認定NPO法人「世界の子どもにワクチンを日本委員会(JCV)」に寄付される。

## 収録曲
1. 夏影
ビデオクリップの撮影は一部を除いて全て枚方で行われ、かつて真戸原と阿佐が通っていた小学校でも撮影が行われた。また、U.K.が小学校教員役で出演している。
2. 2111～過去と未来で笑う子供達へ～
SoulJaとのコラボレーション楽曲。「アルファ」からDJ SUZUKIが楽曲制作に携わっている。2010年6月16日発売のSoulJaの3rd Album「Letters」初回盤12曲目に限定ボーナストラックとしてCD初収録。のちにシングル「夏影」の2曲目にもCD収録。
ベストアルバム「UNDER GRAPH」にも収録された。
「2111」の読み方は“ニーイチイチイチ”
3. やっぱり地球は青かった
坂本美雨とのコラボレーション楽曲。シングル「夏影」の3曲目にCD初収録。　
アルバム未収録楽曲。
4. 心の瞳(Acoustic Version)

## 収録アルバム
- 『UNDER GRAPH』(#1-2)
- 『この場所に生まれた僕達は いつも何が出来るかを考えている』(#4のオリジナルバージョン)